# Saint-Marc-le-Blanc
Saint-Marc-le-Blanc (bretonisch: Sant-Mezar-Elvinieg; Gallo: Saent-Mard-le-Blaunc) ist eine französische Gemeinde mit 1.567 Einwohnern (Stand: 1. Januar 2022) im Département Ille-et-Vilaine in der Region Bretagne. Sie gehört zum Arrondissement Fougères-Vitré und zum Kanton Val-Couesnon. Die Einwohner werden Marcblaisiens und Marcblaisiennes genannt.
Sie entstand als gleichnamige Commune nouvelle mit Wirkung vom 1. Januar 2019 durch die Zusammenlegung der bisherigen Gemeinden Saint-Marc-le-Blanc und Baillé, die in der neuen Gemeinde den Status einer Commune déléguée haben. Der Verwaltungssitz befindet sich im Ort Saint-Marc-le-Blanc.

## Gliederung
| Ortsteil                              | ehemaliger INSEE-Code | Fläche (km²) | Einwohnerzahl zum 1. Januar 2022 |
| ------------------------------------- | --------------------- | ------------ | -------------------------------- |
| Saint-Marc-le-Blanc (Verwaltungssitz) | 35292                 | 17,53        | 1.301                            |
| Baillé                                | 35011                 | 05,23        | .0266                            |

## Geographie
Saint-Marc-le-Blanc liegt etwa 35 km nordnordöstlich von Rennes. 
Umgeben wird die Gemeinde Saint-Marc-le-Blanc von den Nachbargemeinden 
- Val-Couesnon mit Tremblay im Norden und Nordwesten,
- Maen Roch mit Saint-Brice-en-Coglès im Nordosten und Saint-Étienne-en-Coglès im Osten, Saint-Hilaire-des-Landes im Südosten,
- Le Tiercent im Süden,
- Chauvigné im Westen.